# 교향곡 1번 (베버)
교향곡 1번 C장조는 카를 마리아 폰 베버가 쓴 교향곡이다. 4개의 악장으로 구성되어 있다.

## 악장
- 1악장: 알레그로, 4분의 4박자
- 2악장: 안단테, 8분의 6박자
- 3악장: 프레스토, 4분의 3박자
- 4악장: 프레스토, 4분의 2박자

## 악기 편성
플루트, 오보에2, 바순2, 호른2, 트럼펫2, 팀파니, 현악기